# Michel Boujut
Pour les articles homonymes, voir Boujut.
Michel Boujut, né le 13 mai 1940 à Jarnac et mort le 29 mai 2011 à Paris,, est un écrivain, critique de cinéma et producteur de télévision français.

## Biographie
Michel Boujut a grandi entre deux drames familiaux, insérés dans la tragédie collective des deux guerres mondiales. Celui de son grand-père Maurice, fauché à 26 ans en septembre 1914, et celui de son père Pierre Boujut, prisonnier dans un stalag pendant quatre ans et demi. À la troisième génération, Michel, jeune appelé qui doit partir pour l'Algérie, décide de rompre le cycle infernal du casse-pipe : il désertera. La raison de son adieu aux armes, c'est « le refus, radical, d'une guerre sale faite salement. »
Au lieu de rejoindre son unité, le soldat Boujut Michel arrive à Paris, le 13 mai 1961, le jour où le monde apprend la mort de Gary Cooper. C'est un signe du destin : en attendant de quitter la France, il se cache pendant quinze jours dans les salles obscures du Quartier latin. Ainsi naît une vocation dont il fera son métier.
Condamné par contumace à dix ans de prison, il se réfugie en Suisse. C'est là qu'il devient journaliste.
Il connaît la notoriété à la télévision en produisant avec Claude Ventura et Anne Andreu pendant dix ans (1982-1992) Cinéma, Cinémas sur Antenne 2, une émission devenue culte pour les cinéphiles, et récompensée par le 7 d'or du Meilleur magazine culturel ou artistique en 1986 et 1991.
Il a été critique pour Jazz Magazine, Charlie Hebdo, Les Nouvelles Littéraires, L'Événement du jeudi, France Culture, Télérama, Pariscope, France Inter, Charente libre, Paris Première, Playboy…
En tant que critique de cinéma, il avait l'habitude de déclarer sous forme de boutade : « Je ne vais pas voir les films dont je parle; ça pourrait m'influencer ».
Il est l'auteur de nombreux ouvrages, romans, essais, bandes dessinées et feuilletons radio (notamment Le Perroquet des Batignolles, avec Tardi), et est considéré comme un spécialiste de Claude Sautet (auquel il a consacré un livre d'entretiens), de Wim Wenders et du jazz.
Licencié de Charlie Hebdo par le rédacteur en chef Philippe Val, Michel Boujut accuse ce dernier de l'avoir « débarqué comme une planche pourrie », « sans informer préalablement la rédaction mise devant le fait accompli ».
Il tient jusqu'à sa mort un blog sur Mediapart.
Il remporte en 1986 le 7 d'or du meilleur producteur de télévision pour Cinéma, Cinémas, et a été membre du jury de la Berlinale 1993. Il est aussi l'un des membres du jury du Prix Louis-Delluc.
Il meurt le 29 mai 2011 dans le 12e arrondissement de Paris, et est inhumé au cimetière du Père-Lachaise (13e division).
Il est le fils du poète Pierre Boujut et le père de Thomas Boujut, journaliste et réalisateur.

## Œuvres
- 1974 : L'Escapade ou le cinéma selon Soutter, L'Âge d'homme
- 1974 : Le Milieu du monde ou le cinéma selon Tanner
- 1976 : Pour Armstrong
- 1982 : Wim Wenders, un voyage dans ses films
- 1986 : Amours américaines, Seuil
- 1986 : Miss Missouri (adaptation cinématographique par Élie Chouraqui)
- 1991 : L'Origine du monde, L'Olivier
- 1994 : Conversations avec Claude Sautet
- 1995 : Un strapontin pour deux (avec Tardi)
- 1996 : La Promenade du critique
- 1998 : Le Jeune Homme en colère, Arléa
- 1998 : Les Jarnaqueurs, série Le poulpe, Baleine
- 1998 : Louis Armstrong, Plume
- 2000 : Souffler n’est pas jouer, Rivages/Noir no 349
- 2002 : Un ange passe…
- 2002 : La Casquette de Charles Bovary
- 2004 : Le fanatique qu’il faut être. L’énigme Kanapa
- 2008 : La vie de Marie-Thérèse qui bifurqua quand sa passion pour le jazz prit une forme excessive, Rivages/Noir
- 2010 : Le jour où Gary Cooper est mort, Rivages (Vidéo : extraits lus par Michel Piccoli)
- 2011 : Le Perroquet des Batignoles (avec Tardi et Stanislas), Dargaud